# Matthias Fahrig
Matthias Fahrig (* 15. Dezember 1985 in Lutherstadt Wittenberg) ist ein ehemaliger deutscher Kunstturner.
Fahrig turnt seit seinem achten Lebensjahr. Ab 1993 ging er auf die Sportschule in Halle (Saale). Zu seinen bisher größten Erfolgen zählen der 2. Platz beim Weltcup 2004 in Stuttgart, der 8. Platz mit der Mannschaft bei den Olympischen Spielen 2004 in Athen und der EM-Titel im Mannschafts-Mehrkampf und am Boden bei den Europameisterschaften in Birmingham 2010.
Nachdem Fahrig bei den Europameisterschaften 2009 in Mailand am Sprung Bronze und am Boden hinter Fabian Hambüchen die Silbermedaille gewann, sicherte er sich in Birmingham 2010 seinen ersten EM-Titel am Boden und den zweiten Platz am Sprung. Bei den Europameisterschaften 2012 belegte er am Sprung den fünften Rang.
Im Juli 2010 benannte der Turn-Weltverband (FIG) den Doppeltwist gebückt mit eineinhalb Schrauben nach seinem Erfinder Fahrig. Fahrig hatte das Element beim Japan Cup 2010 erstmals präsentiert.
Fahrig gewann insgesamt sechs deutsche Meistertitel.

## Privates
Fahrig ist ausgebildeter Sport- und Fitnesskaufmann und trainiert seit 2018 den Nachwuchs des Kunstturnleistungszentrums Klagenfurt. 

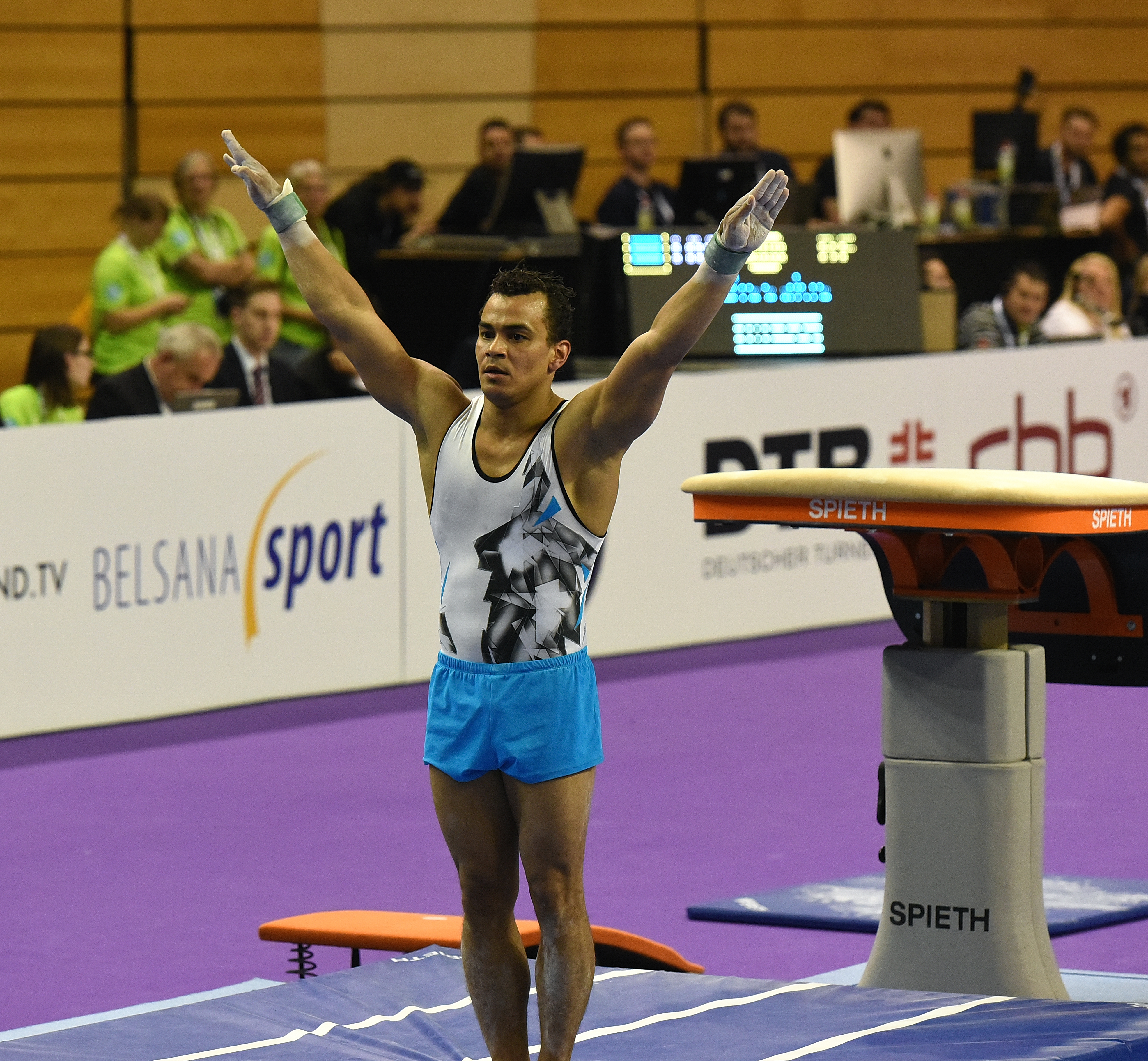
Matthias Fahrig bei den Deutschen Meisterschaften im Rahmen des Deutschen Turnfestes 2017